# Tercera División del Ejército Nacional
La Tercera División del Ejército Nacional de Colombia es una unidad operativa mayor compuesta por tres brigadas y el Comando Específico del Cauca. Su comandante actual es el Brigadier General Raúl Fernando Vargas Idárraga.

## Historia
El 6 de enero de 1984, se activó la Tercera división. Su jurisdicción es en Valle del Cauca, Cauca,Nariño, con excepciones territoriales pertenecientes a la Armada Nacional.

## Unidades

### Tercera Brigada Cali
- Batallón de Infantería No 8 Batalla de Pichincha  norte del Cauca.
- Batallón de Combate Terrestre No 3 Primero de Numancia apoyo a la Fuerza de Tarea Apolo.
- Batallón de Policía Militar No 3 General Eusebio Borrero y Costa en Cali
- Batallón de Servicios No 3 Policarpa Salavarrieta
- Batallón de Alta Montaña No 3 Dr. Rodrigo Lloreda Caicedo en La Felicia, cerca de la carretera que conduce a Buenaventura,
- Batallón de Ingenieros No.3 Coronel Agustín Codazzi, en Palmira
- Batallón de Artillería No 3 Batalla de Palace en Guadalajara de Buga
- Batallón de Infantería No 23 Vencedores

### Vigésima Tercera Brigada Pasto[3]
Batallón de Infantería N.°9 Batalla de Boyacá
Batallón de Ingenieros N.°23 Agustín Angarita Niño
Grupo Mecanizado de Caballería N.°3 General José María Cabal
Batallón de Instrucción, Entrenamiento y Reentrenamiento N.°23 Jorge Tadeo Lozano
Batallón Especial Energético y Vial N.°20 General Gabriel Paris Gordillo
Batallón de Apoyo y Servicios Para el Combate N.°23 Ramon Espina

### Vigésima Novena Brigada Popayán[4]
Batallón de Alta Montaña N.º 4 General Benjamín Herrera Cortés en el corregimiento de Santiago, San Sebastián (Cauca). 
Batallón de Instrucción, Entrenamiento y Reentrenamiento N.º 29 Camilo Torres Tenorio
Batallón de Infantería N.º 7 General José Hilario López
Batallón de Infantería N.º 56 Coronel Francisco Javier González